# Central Line (Metropolitano de Londres)
Central Line é uma das linhas do Metropolitano de Londres que atravessa o centro de Londres, de Ealing e Ruislip no oeste a Epping, Essex no nordeste. Colorida vermelho no mapa do metropolitano, a linha serve 49 estações, em 46 milhas. É a linha de tubo mais longa. É também uma das duas únicas linhas da rede do Metrô de Londres a cruzar o limite da Grande Londres, sendo a outra a Metropolitan. Uma das ferrovias de tubo de nível profundo de Londres, os trens são menores do que aqueles em linhas principais britânicas.
A linha foi aberta como a Central London Railway em 1900, cruzando o centro de Londres em um eixo leste-oeste, como a terceira linha de metrô de profundidade a ser construída depois que os trens elétricos os tornaram possíveis. Foi mais tarde estendida para o subúrbio ocidental de Ealing. Após a Segunda Guerra Mundial, a linha foi expandida consideravelmente para os subúrbios recém-construídos, assumindo as rotas suburbanas externas transportadas a vapor nos limites de Londres e além para o leste. Estes planos realizados que tinham sido adiados pela guerra, quando a construção parou e os túneis não usados foram usados como abrigos antiaéreos e fábricas. Entretanto, o crescimento suburbano provou ser menos do que o esperado, e das expansões planejadas uma (para Denham) foi cortada devido a sua posição no Cinturão Verde Metropolitano e outra (a Ongar) ultimamente fechou em 1994 devido ao baixo tráfego.
Em termos de passageiros totais, a linha Central é a linha mais movimentada do Metrô de Londres. Nos anos de 2011/12 mais de 260 milhões de viagens de passageiros foram feitas na linha Central. A linha opera atualmente o segundo serviço mais frequente no Metrô de Londres com 34 trens por hora de funcionamento por meia hora na direção oeste no pico de manhã, e entre 27pph e 30pph durante o resto do pico. Isto faz da linha de trem a mais ocupada e a mais intensivamente usada no Reino Unido: é a única linha de metrô que funciona de leste a oeste através do núcleo central de Londres, funcionando sob o centro comercial de Oxford e o centro financeiro da City. A linha Elizabeth começará a operar em 2018 com serviço completo em 2020, formando integrações com a linha Central em Stratford, Liverpool Street, Tottenham Court Road, Bond Street e Ealing Broadway, reduzindo a atual superlotação nesta área.

## Estações

#### Ramal de West Ruislip
- West Ruislip
- Ruislip Gardens
- South Ruislip
- Northolt
- Greenford
- Perivale
- Hanger Lane

#### Ramal de Ealing Broadway
- Ealing Broadway
- West Acton

#### Trecho central
- North Acton
- East Acton
- White City
- Shepherd's Bush
- Holland Park
- Notting Hill Gate
- Queensway
- Lancaster Gate
- Marble Arch
- Bond Street
- Oxford Circus
- Tottenham Court Road
- Holborn
- Chancery Lane
- St. Paul's
- Bank
- Liverpool Street
- Bethnal Green
- Mile End
- Stratford
- Leyton
- Leytonstone

#### Ramal para Epping
- Snaresbrook
- South Woodford
- Woodford
- Buckhurst Hill
- Loughton
- Debden
- Theydon Bois
- Epping

#### Ramal de Hainault
- Wanstead
- Redbridge
- Gants Hill
- Newbury Park
- Barkingside
- Fairlop
- Hainault
- Grange Hill
- Chigwell
- Roding Valley
- Terminal do ramal em Woodford

### Estações fechadas
- British Museum, situada entre Tottenham Court Road et Holborn, aberta em 30 de julho de 1900 e fechada em 24 de setembro de 1933, com a abertura de Holborn.
- North Weald e Ongar, duas estações situadas além de Epping, et servidas pela Central line de 18 de novembro de 1957 a 30 de setembro de 1994, com o fechamento da linha a leste de Epping.

### Estações que mudaram de nome
- Post Office se tornou St. Paul's em 1937
- Queen's Road se tornou Queensway em 1946